# Wiceadmirał Drozd
Wiceadmirał Drozd (ros. Вице-адмирал Дрозд) – radziecki krążownik rakietowy projektu 1134 (ozn. NATO Kresta I). Wodowany w 1966 roku, w czynnej służbie od 1968 do 1990 roku. Wchodził w skład Floty Bałtyckiej i Floty Północnej.

## Budowa i skrócony opis
„Wiceadmirał Drozd” był trzecim okrętem projektu 1134 (Bierkut), określanego też jako typ Admirał Zozula, a w kodzie NATO oznaczanego Kresta I. Okręt otrzymał nazwę na cześć wiceadmirała Walentina Drozda (1906-1943). Został wciągnięty na listę floty 16 czerwca 1965 roku. Budowany był w stoczni im. Żdanowa w Leningradzie pod numerem budowy 793. Stępkę położono 26 października 1965 roku, a okręt wodowano 18 listopada 1966 roku. Do służby wszedł 27 grudnia 1968 roku.
Okręty projektu 1134 były klasyfikowane oficjalnie początkowo jako duże okręty przeciwpodwodne (ros. bolszoj protiwołodocznyj korabl, BPK). Ich zasadniczym przeznaczeniem miało być zwalczanie okrętów podwodnych, lecz w czasie ich budowy nie były jeszcze gotowe rakietotorpedy, wobec czego otrzymały one jako główne uzbrojenie cztery wyrzutnie pocisków przeciwokrętowych P-35, co nadało im znamiona uniwersalności. Dlatego też w 1977 roku przeklasyfikowano je na krążowniki rakietowe. Zwalczanie okrętów podwodnych możliwe było za pomocą dziesięciu wyrzutni torped kalibru 533 mm, z których można było wystrzeliwać torpedy przeciw okrętom podwodnym. Uzbrojenie przeciwpodwodne uzupełniały dwa dwunastoprowadnicowe miotacze rakietowych bomb głębinowych RBU-6000 (144 bomby kalibru 213 mm) i dwa sześcioprowadnicowe RBU-1000 (48 bomb kalibru 305 mm). Możliwości w zakresie zwalczania okrętów podwodnych rozszerzał jeden pokładowy śmigłowiec Ka-25PŁ, który mógł być zastąpiony maszyną do wskazywania celów Ka-25C. Uzbrojenie artyleryjskie stanowiły dwa podwójnie sprzężone działa uniwersalne kalibru 57 mm AK-725, umieszczone nietypowo w dwóch wieżach na burtach. Podczas modernizacji w latach 80. „Wiceadmirał Drozd” otrzymał ponadto dwa zestawy artyleryjskie obrony bezpośredniej w postaci dwóch par sześciolufowych naprowadzanych radarowo działek 30 mm AK-630M (łącznie cztery działka). Uzbrojenie przeciwlotnicze stanowiły dwie dwuprowadnicowe wyrzutnie przeciwlotniczych pocisków rakietowych bliskiego zasięgu Wołna-M na dziobie i na rufie, z zapasem 64 pocisków.

## Służba
„Wiceadmirał Drozd” po wejściu do służby 8 stycznia 1969 roku wszedł w skład Floty Bałtyckiej. W dniach 14-27 maja 1970 roku odbył wizytę w Cienfuegos na Kubie. 24 lutego 1972 roku w Zatoce Biskajskiej, podczas sztormu, jego śmigłowiec pokładowy Ka-25 ewakuował w kilku lotach na krążownik 70 ludzi załogi atomowego okrętu podwodnego K-19, na którym wybuchł pożar (w tym celu ze śmigłowca zdemontowano 600 kg aparatury, dla zwiększenia udźwigu).
Od 1973 roku okręt przechodził średni remont w macierzystej stoczni w Leningradzie. Po jego ukończeniu, 8 kwietnia 1975 roku okręt został przeniesiony w skład Floty Północnej ZSRR. Między 2 stycznia a 6 czerwca 1976 roku okręt wraz z BPK „Smyszlonnyj” odbył tzw. służbę bojową na Morzu Śródziemnym, odwiedzając tamtejsze porty. 20 czerwca 1980 roku „Wiceadmirał Drozd” zderzył się z atomowym okrętem podwodnym K-508 proj. 670M, doznając lekkich uszkodzeń stępki. Ponownie był remontowany między 1 października 1981 roku a 7 czerwca 1984 roku. Remont w Kronsztadzie połączony był z modernizacją, podczas której między innymi zainstalowano działka AK-630M.
Od 15 stycznia do 4 czerwca 1985 roku „Wiceadmirał Drozd” pełnił służbę na Morzu Śródziemnym. Ponownie służył na Atlantyku od stycznia do czerwca 1986 roku i z krążownikiem lotniczym „Kijew” na Morzu Śródziemnym w pierwszej połowie 1987 roku. Rejsy te, w składzie 5. Eskadry Operacyjnej, połączone były ze śledzeniem okrętów NATO.
1 lipca 1990 roku „Wiceadmirał Drozd” został wycofany ze służby i przekazany do złomowania. 1 października 1990 roku rozformowano załogę. Został następnie  sprzedany na złom do Indii, lecz w marcu 1992 roku zatonął podczas holowania.